# Electro step
Electro Step je další ze stylů drum'n'Bass. Tento styl si také našel své místo v 90. letech 20. století podobně jako liquid funk. Je to jakási směsice electro, disko a funky v jednom balení. Základem jsou většinou čisté „uhlazené“ vokály (zpěv), vydatná podpora syntetizátorů (hardware zařízení pro produkci elektronických zvuků) a v neposlední řadě hutná basová i bicí linka.

## Průkopníci a producenti
- John B